# 韦斯托芬
韦斯托芬（法語：Westhoffen，法語發音：[vɛstɔfən]）是法国大東部大區阿尔萨斯欧洲集体下莱茵省的一个市镇，属于莫尔塞姆区。

## 地理
韦斯托芬（48°36'10"N, 7°26'28"E）面积20.65 平方千米，位于法国大東部大區下莱茵省，该省份为法国大陆部分最东部的省份，是阿尔萨斯的一部分，今与上莱茵省组成了阿尔萨斯欧洲集体，其南至上莱茵省，西南接孚日省和默尔特-摩泽尔省，西接摩泽尔省，北与德国接壤。
与韦斯托芬接壤的市镇（或旧市镇、城区）包括：巴尔布龙、科斯维莱尔、基尔沙伊姆、奥德拉蔡姆、特雷奈姆、旺让、瓦斯洛讷。
韦斯托芬的时区为UTC+01:00、UTC+02:00（夏令时）。

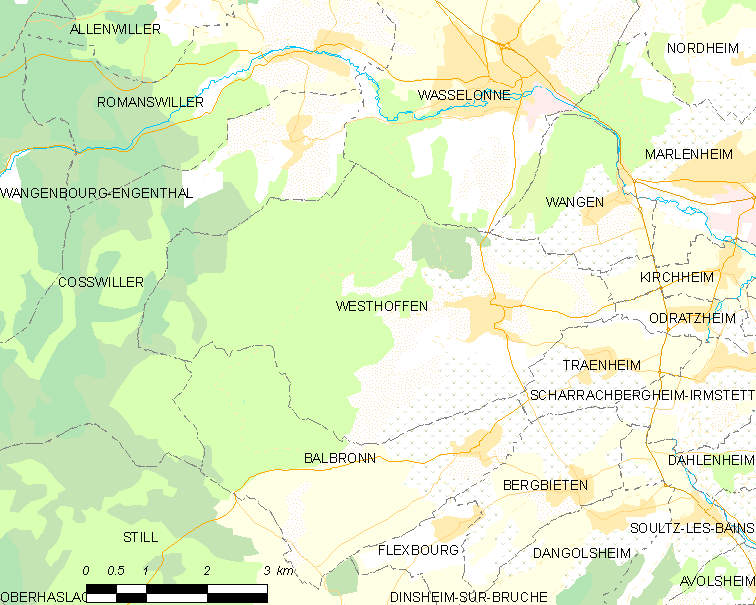
韦斯托芬的OSM定位图

## 行政
韦斯托芬的邮政编码为67310，INSEE市镇编码为67525。

## 政治
韦斯托芬所属的省级选区为萨韦尔讷县。

## 人口

1962-2008年间韦斯托芬人口变化图示

韦斯托芬于2022年1月1日时的人口数量为1703人。